# Gerhard Gentzen
Gerhard Gentzen (alemany: Gerhard Karl Erich Gentzen)  (Greifswald, 24 de novembre de 1909 - Praga, 4 d'agost de 1945) fou un matemàtic i lògic alemany. Va néixer a Greifswald (Alemanya) i va morir a Praga (República Txeca).

## Carrera acadèmica
Gentzen va estudiar amb Weyl a la Universitat de Göttingen entre el 1929 i el 1933. Els seus principals treballs d'aquesta època tractaven sobre els fonaments de la matemàtica i la teoria de la demostració. El 1934, Gentzen va introduir la noció de sistema de deducció natural per a la lògica clàssica i la lògica intuicionista. En un treball d'aquest mateix any demostrà que tota demostració es pot escriure de manera normalitzada sense talls. I amb aquesta finalitat introduí el càlcul de conseqüències lògiques o sequents. El 1936, Gentzen demostrà la consistència de la teoria de nombres elemental.
Durant la Segona Guerra Mundial va ser nomenat professor a la Universitat alemanya de Praga. Capturat pels soviètics va morir com a presoner poc després d'acabar la guerra.

## Teorema d'eliminació de talls
El teorema d'eliminació de talls estableix que tota derivació del càlcul de conseqüències lògiques pot ser normalitzada amb una derivació que arriba a la mateixa conclusió sense utilitzar lemes auxiliars.